# Timàlia perlada
La timàlia perlada (Cyanoderma melanothorax) és un ocell de la família dels timàlids (Timaliidae).

## Hàbitat i distribució
Habita els boscos de les muntanyes de Java i terres baixes de Bali.